# Kirkor Leonow
Kirkor Leonow (* 1. April 1944 in Gruncharovo, Distrikt Silistra, Bulgarien) ist ein ehemaliger bulgarischer Ringer. Er war Europameister im Freistilringen 1973 im Bantamgewicht.

## Werdegang
Kirkor Leonow entwickelte sich in den 1960er Jahren zu einem der besten bulgarischen Freistilringer im Bantamgewicht. Er startete für Spartak Warna und wurde von Murtaza Murtazow trainiert. Er hatte allerdings in Bulgarien in Jancho Patrikow, Miho Dukow und Iwan Schawow drei sehr starke Konkurrenten, die leistungsmäßig meist knapp vor ihm standen. Kirkor Leonow kam deshalb bei den Welt- und Europameisterschaften nur im Jahre 1973 zum Einsatz.
Zuvor hatte er allerdings bei anderen wichtigen internationalen Wettkämpfen sehr gute Ergebnisse erzielt. So siegte er beispielsweise im Jahre 1967 bei den sog. Vorolympischen Spielen in Mexiko-Stadt im Bantamgewicht vor dem starken Polen Zbigniew Żedzicki. 1972 siegte er beim „Werner-Seelenbinder“-Turnier in Leipzig im Bantamgewicht vor Horst Mayer aus der DDR und Grigoire Condrat aus Rumänien.
Bei der Europameisterschaft 1973 in Lausanne feierte Kirkor Leonow den größten Erfolg seiner Laufbahn, denn er wurde mit Siegen über Roin Dobordschenidse aus der Sowjetunion, Petre Ciarnău aus Rumänien, Georgios Chatziioannidis aus Griechenland, Risto Darlev aus Jugoslawien und László Klinga aus Ungarn Europameister im freien Stil im Bantamgewicht.
Er startete 1973 dann auch bei der Weltmeisterschaft in Teheran und kam dort zu Siegen über Jeon Hae-sup aus Südkorea, Zbigniew Zedzicki und Megdiin Choilogdordsch aus der Mongolei, schied aber nach einer Niederlage gegen Wladimir Jumin aus der UdSSR aus und belegte den 6. Platz.
1974 war Kirkor Leonow auch beim Großen Preis der BRD in Freiburg am Start und gewann dort im Bantamgewicht vor Mohamed Mansouri aus dem Iran und Otto Vozar aus der ČSSR. Danach sind von ihm keine Ergebnisse mehr bekannt.

## Internationale Erfolge
(WM = Weltmeisterschaft, EM = Europameisterschaft, F = freier Stil, Ba = Bantamgewicht, damals bis 57 kg Körpergewicht)
- 1967, 1. Platz, Vorolympische Spiele in Mexiko-Stadt, F, Ba, vor Zbigniew Żedzicki, Polen und V. Martinez, Mexiko;
- 1968, 2. Platz, „Dan-Kolew“-Turnier in Sewljewo, F, Ba, hinter Jancho Patrikow, Bulgarien und vor Badsaryn Süchbaatar, Mongolei;
- 1972, 1. Platz, „Werner-Seelenbinder“-Turnier in Leipzig, F, Ba, vor Horst Mayer, DDR, Grigoire Condrat, Rumänien und Reinhard Mehlhorn, DDR;
- 1973, 1. Platz, EM in Lausanne, F, Ba, mit Siegen über Roin Dobordschedidse, UdSSR, Petre Ciarnău, Rumänien, Risto Darlev, Jugoslawien und Georgios Chatziioannidis, Griechenland und trotz einer Niederlage gegen László Klinga, Ungarn;
- 1973, 6. Platz, WM in Teheran, F, Ba, mit Siegen über Jeon Hae-sup, Südkorea, Zbigniew Zedzicki und Megdiin Choilogdordsch, Mongolei und einer Niederlage gegen Wladimir Jumin, UdSSR;
- 1974, 1. Platz, Großer Preis der BRD in Freiburg, F, Ba, vor Mohamed Mansouri, Iran und Otto Vozar, ČSSR